# Підводні човни типу «Кальві»
Підводні човни типу «Кальві» (італ. Classe Calvi) — клас військових кораблів з 3 підводних човнів, випущених італійською суднобудівельною компанією Oderno-Terni-Orlando у 1935—1936 роках. Субмарини цього типу входили до складу Королівського військово-морського флоту Італії та брали активну участь у боях Другої світової війни.

## Підводні човни типу «Кальві»
| № | Корабель         | Виготовлювач                    | Номер вимпелу | На честь       | Закладено       | Спущено         | У строю        | Статус |
| - | ---------------- | ------------------------------- | ------------- | -------------- | --------------- | --------------- | -------------- | --- |
| 1 | «П'єтро Кальві»  | Oderno-Terni-Orlando, Ла-Спеція | CV            | П'єтро Кальві  | 20 липня 1932   | 31 березня 1935 | 16 жовтня 1935 | 14 липня 1942 року потоплений під час атаки конвою SL 115 британським шлюпом «Лалворт» (колишній куттер американської Берегової охорони «Челан»)                                                                 |
| 2 | «Джузеппе Фінці» | Oderno-Terni-Orlando, Ла-Спеція | FZ            | Джузеппе Фінці | 20 липня 1932   | 29 червня 1935  | 8 січня 1936   | 9 вересня 1943 року захоплений німцями, коли Італія здалася союзникам; перейменований на UIT21 на німецькій службі. 25 серпня 1944 року затоплений у Ле-Вердон-сюр-Мер, щоб запобігти його захопленню союзниками |
| 3 | «Енріко Таццолі» | Oderno-Terni-Orlando, Ла-Спеція | ET            | Енріко Таццолі | 16 вересня 1932 | 13 жовтня 1935  | 18 квітня 1936 | Після 17 травня 1943 року зниклий безвісти у Біскайській затоці |